# SNCAO 30
SNCAO 30 là một loại tàu bay huấn luyện một động cơ của Pháp. Hải quân Pháp đã đặt mua loại máy bay này, nhưng cuối cùng chỉ có 2 mẫu thử được chế tạo.

## Tính năng kỹ chiến thuật
Dữ liệu lấy từ War Planes of the Second World War: Volume Five Flying Boats 
Đặc tính tổng quan
- Kíp lái: 2
- Chiều dài: 9,2012 m (30 ft 2,25 in)
- Sải cánh: 13 m (42 ft)
- Chiều cao: 3,208 m (10 ft 6,3 in)
- Diện tích cánh: 26,50 m2 (285,2 foot vuông)
- Trọng lượng rỗng: 1.375 kg (3.031 lb)
- Trọng lượng có tải: 1.790 kg (3.946 lb)
- Động cơ: 1 × Salmson 9ABa , 210 kW (280 hp)

Hiệu suất bay
- Vận tốc cực đại: 192 km/h; 103 kn (119 mph) trên mực nước biển
- Vận tốc tắt ngưỡng: 101 km/h; 55 kn (63 mph)
- Thời gian bay: 4 h
- Trần bay: 3.999 m (13.120 ft)
- Thời gian lên độ cao: 22 phút lên độ cao 3.000 m (9.840 ft)